# Nakajima B6N
El Nakajima B6N Tenzan (montaña celestial) fue un avión torpedero de alto rendimiento que reemplazó al Nakajima B5N en servicio. Fue el torpedero estándar de la Armada Imperial Japonesa durante los 3 últimos años de la Segunda Guerra Mundial. Su nombre en código aliado era Jill.
El Jill (nombre en código aliado) era el equivalente japonés del Grumman TBF Avenger americano, si bien era más ligero, rápido y maniobrable que este último. Aunque de buenas características y rendimiento soberbio al momento de entrar al servicio, la Armada Imperial Japonesa tenía escasez de pilotos experimentados y los estadounidenses ya habían logrado la superioridad en el aire, por lo que el Jill realmente nunca tuvo oportunidad para explotar todo su potencial.

## Diseño y desarrollo

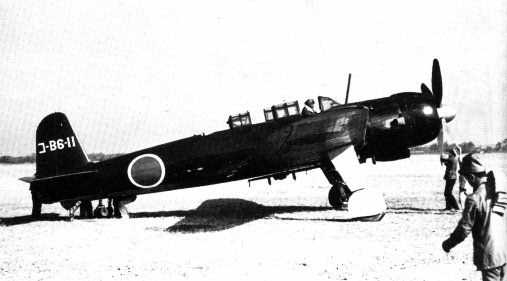
Un B6N1 antes de despegar.

En 1938 la Armada Imperial japonesa emitió una especificación mediante la cual se pedía un reemplazo del B5N 'Kate' a partir de un diseño modificado del mismo. Este se plasmó en el B6N del año siguiente que era muy parecido a su predecesor y a pesar de la preferencia de la Armada por el motor Mitsubishi Kasei se eligió un Nakajima Mamoru para el prototipo que voló en la primavera de 1941. El primero de los dos prototipos voló en 1941 sin embargo hubo muchos problemas entre ellos vibración excesiva del motor y recalentamiento, pero de todos el más grave fue que la hélice de 4 palas desestabilizaba al avión. Los últimos vuelos de prueba se llevaron a cabo a bordo del Zuikaku y del Ryujo a finales de 1942 y pusieron de manifiesto toda una serie de inconvenientes con la puesta a punto del motor y la necesidad de reforzar el gancho de frenado y el tren de aterrizaje. Esto causó que la producción del avión no se iniciara sino hasta febrero de 1943. Sin embargo, tras haber fabricado solo 135 ejemplares de la versión B6N1, surgió un nuevo dilema: se le ordenó a Nakajima cesar la producción del motor Mamoru para que se centrara más en la de los ya existentes Sakae y Homare. Debido a esto, se tuvo que modificar el avión para que empleara el motor Kasei tal como la Armada quiso en un principio. La modificación del motor aligeró el peso del avión y le dio una línea más aerodinámica; así fue como nació la nueva variante B6N2, que empezaría a fabricarse en 1943 y que sería declarada operativa a comienzos del año siguiente. A los últimos aviones se les reemplazó la ametralladora dorsal de 7,70 mm por una orientable Tipo 2 de 13,2 mm: estos ejemplares se redesignaron B6N2a.

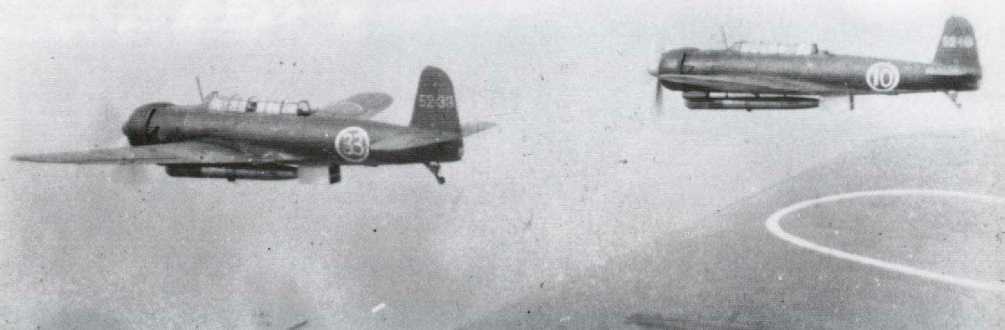
B6N2 volando en formación. Nótense los números hinomaru.

## Historial operacional
Los B6N1 tuvieron su bautizo de fuego en junio de 1944 en la batalla del Mar de las Filipinas a bordo de los portaaviones Shokaku, Taiho, Hiyo, Junyo y Zuikaku, donde muchos se perdieron al hundirse los tres primeros buques.
Cinco meses más tarde, los aviones tomaron parte en Tarawa esta vez con base en tierra y actuando como aviones de asalto.

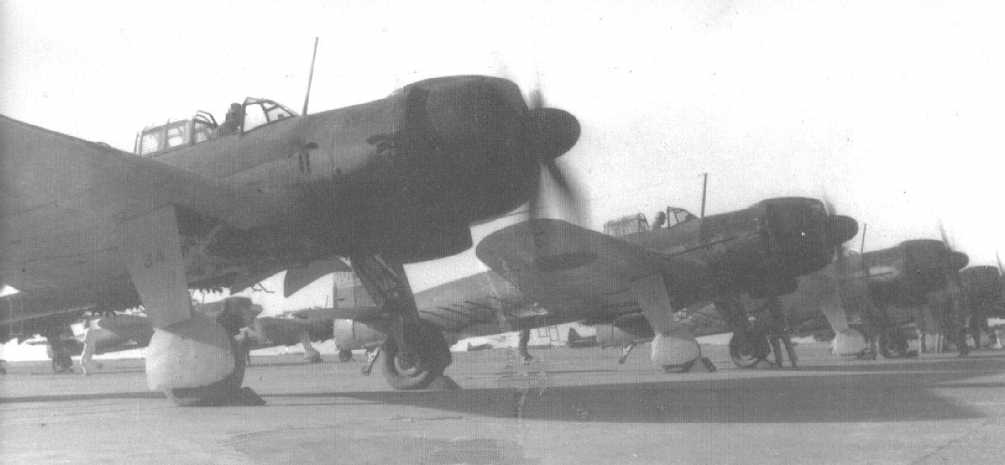
Formación de B6N1 Jills despegando de Betio en noviembre de 1943.

Tras la pérdida de casi todos los portaaviones japoneses, el Jill pasó a operar en tierra,  en especial durante la batalla del Golfo de Leyte. Debido a esta circunstancia, pronto se empezó a desarrollar una variante con tren de aterrizaje reforzado que operase en pistas con malas condiciones y a la que designaron B6N3. Se hicieron 2 prototipos.
Cuando acabó su producción, se completaron un total de 1268 B6N. En el último año de las hostilidades los B6N se usaron como aviones de asalto y como kamikazes.

## Sobrevivientes

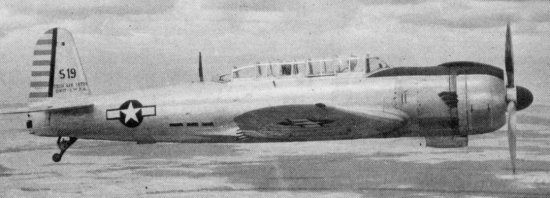
Un B6N Jill capturado y con distintivos estadounidenses es analizado en la posguerra por el TAIC (Centro de Inteligencia Aérea Técnica) en NAS Anacosta.

Solo un B6N sobrevivió completo e intacto a la guerra y actualmente está expuesto en el National Air and Space Museum en Washington. Una sección delantera y una parte de un ala también se conservan en la actualidad. Las réplicas de B6N pueden crearse a partir de aviones Yak-11 y T-6 Texan modificados.

## Variantes
- B6N1: Primera variante de producción, equipada con motor Nakajima NK7A Mamoru 11 de 1394 kW y hélice cuatripala. 135 ejemplares construidos entre ellos los 2 prototipos.

- B6N2: Segunda variante de producción y versión estándar de fábrica. Motor Mitsubishi MK4T Kasei de 1380 kW. 1133 unidades construidas.

- B6N2a: Un B6N2 con armamento defensivo reforzado.

- B6N3: Versión propuesta para operar en pistas semipreparadas. Solo se construyeron 2 prototipos de esta versión pocos días antes de la rendición japonesa.

## Operadores
- Ejército Imperial Japonés
- Armada Imperial Japonesa
- Armada de los Estados Unidos (Solo operó aeronaves capturadas y con motivos de evaluación)